# Carphalea linearifolia
Carphalea linearifolia är en måreväxtart som beskrevs av Anne-Marie Homolle. Carphalea linearifolia ingår i släktet Carphalea och familjen måreväxter. Inga underarter finns listade i Catalogue of Life.